# Самарская соборная мечеть
Сама́рская собо́рная мече́ть — центральная мечеть в Самаре расположена на пересечении улиц Стара-Загора и 22 Партсъезда.
Поскольку дореволюционная мечеть в советское время была искажена перестройками, в конце XX века назрел вопрос о строительстве новой мечети для самарских мусульман, для чего был выделен участок на Партизанской улице. Впоследствии было принято решение перенести строительство на улицу Стара-Загора.
Проект кирпичного здания подготовил Расим Вальшин. Это параллелепипед размером 21,6×57,60 метров с минаретом высотой 67 метров и куполом диаметром 13,5 метров. Мечеть занимает площадь 1200 квадратных метров. Михраб выполнен из белого мрамора. Полы здания застилают ковры, привезённые из Таджикистана Их общая площадь — 750 квадратных метров.. В архитектурный комплекс самарской мечети входит медресе «Нур», рассчитанное на 60 учащихся. Рядом с мечетью разбит яблоневый сад. Общая площадь комплекса 4800 квадратных метров, вместимость — около 5000 молящихся одновременно.
Мечеть была открыта для верующих 28 ноября 1999 года.

## Примечания

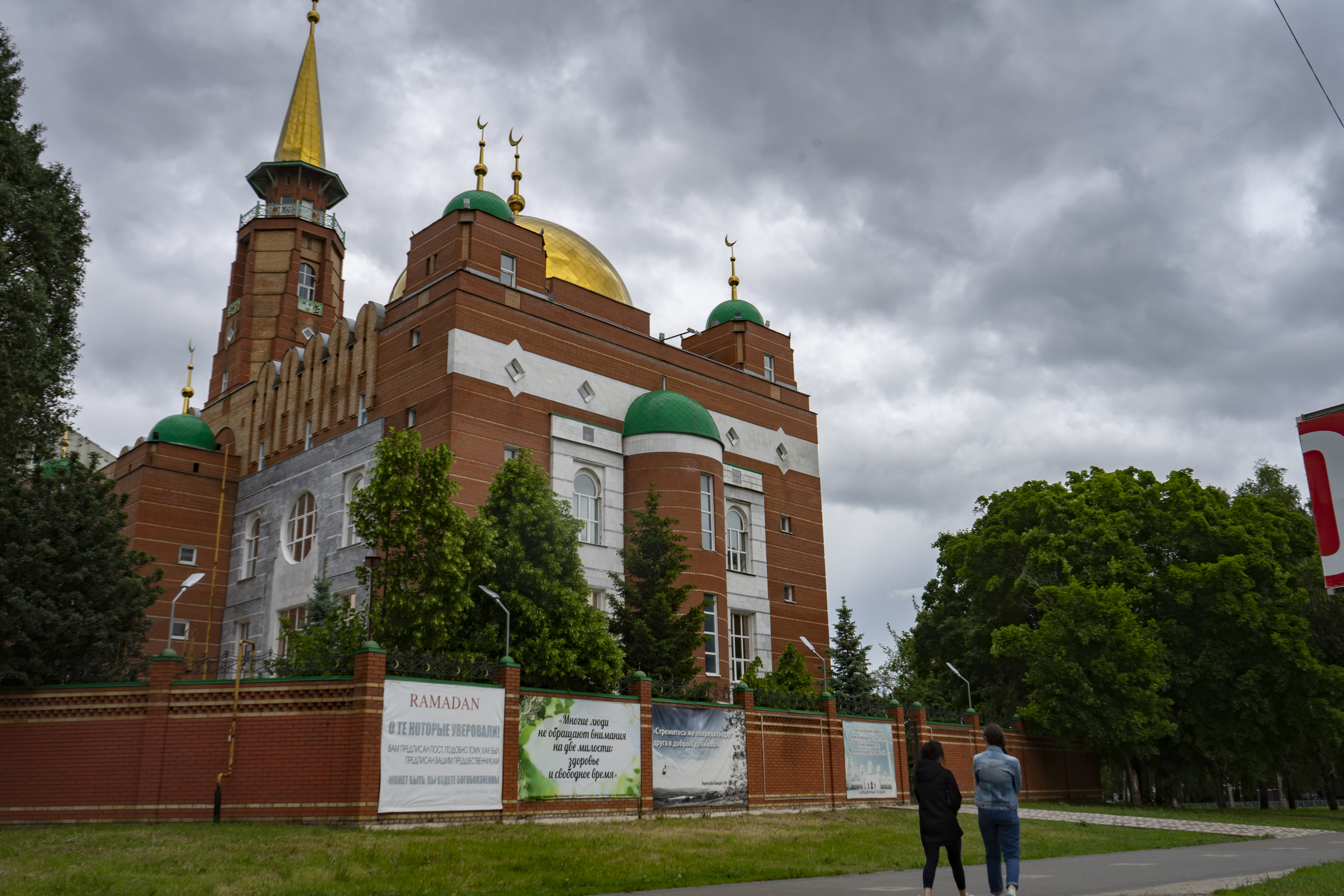
Самарская соборная мечеть